# Eilema contorta
Eilema contorta är en fjärilsart som beskrevs av Geoffrey Fryer 1912. Eilema contorta ingår i släktet Eilema och familjen björnspinnare. Inga underarter finns listade i Catalogue of Life.